# Val-d’Auge
Val-d’Auge ist eine französische Gemeinde mit 795 Einwohnern (Stand 1. Januar 2022) im Département Charente in der Region Nouvelle-Aquitaine. Sie gehört zum Arrondissement Cognac und zum Kanton Val de Nouère.
Sie entstand mit Wirkung vom 1. Januar 2019 als Commune nouvelle durch Zusammenlegung der bisherigen Gemeinden Auge-Saint-Médard, Anville, Bonneville und Montigné, die in der neuen Gemeinde den Status einer Commune déléguée besitzen. Der Verwaltungssitz befindet sich in Auge-Saint-Médard.

## Gliederung
| Ehemalige Gemeinde                  | ehemaliger INSEE-Code | Fläche (km²) | Einwohnerzahl (2022) |
| ----------------------------------- | --------------------- | ------------ | -------------------- |
| Auge-Saint-Médard (Verwaltungssitz) | 16339                 | 17,37        | 306                  |
| Anville                             | 16017                 | 08,16        | 172                  |
| Bonneville                          | 16051                 | 10,08        | 143                  |
| Montigné                            | 16228                 | 08,91        | 174                  |

## Lage
Die Gemeinde liegt rund 27 Kilometer nordwestlich von Angoulême. Das Gemeindegebiet wird vom kleinen Fluss Auge durchquert, der im Oberlauf auch Sauvage genannt wird.
Nachbargemeinden sind Verdille im Norden, Mons im Osten, Rouillac im Süden, Neuvicq-le-Château im Südwesten und Bresdon im Westen.